# Казинс, Стивен
Сти́вен Ка́зинс (англ. Steven Cousins; род. 24 мая 1972) — британский фигурист, выступавший в одиночном катании, 8-кратный чемпион Великобритании, первый британский спортсмен, выполнивший на международном соревновании тройной аксель и самый юный фигурист, когда-либо побеждавший на чемпионате Великобритании. Он трижды представлял страну на зимних Олимпийских играх, где наилучшим результатом стало шестое место в 1998 году.
Казинс много лет тренировался в Великобритании и США, пока в 1993 году не переехал в Канаду. Он поселился в городе Барри. Спортсмен тренировался под руководством Дуга Ли. В 1998 году Казинс закончил любительскую спортивную карьеру, но продолжал выступать на ледовых шоу, в частности, Stars on Ice, до 2007 года. В 2008 году победил в шоу канала РТР «Звёздный лёд», где пару ему составила Лера Кудрявцева. В настоящее время также работает хореографом.

## Личная жизнь
В 2003 году Казинс сочетался браком с канадской фигуристкой Кристиной Ленко, выступавшей в танцах на льду, однако летом 2006 года пара рассталась, а впоследствии развелась.
В 2007 году Казинс стал отцом: Елена Бережная родила сына  В июне 2009 года у пары родилась дочь — София-Диана.. В 2014 году Елена Бережная официально объявила о разрыве с мужем.

## Достижения
| Соревнование               | 1988-89 | 1989-90 | 1990-91 | 1991-92 | 1992-93 | 1993-94 | 1994-95 | 1995-96 | 1996-97 | 1997-98 |
| -------------------------- | ------- | ------- | ------- | ------- | ------- | ------- | ------- | ------- | ------- | ------- |
| Зимние Олимпийские игры    |         |         |         | 12      |         | 9       |         |         |         | 6       |
| Чемпионаты мира            |         | 18      | 16      | 16      | 18      | 10      | 8       | 15      | 11      | 7       |
| Чемпионаты Европы          |         | 15      | 8       | 7       | 9       | 11      | 8       | 4       | 11      | 6       |
| Чемпионаты мира (юниоры)   | 12      | 9       |         |         |         |         |         |         |         |         |
| Чемпионаты Великобритании  |         | 1       | 1       | 1       | 1       | 1       | 1       | 1       | 2       | 1       |
| Skate Canada International |         |         |         |         |         | 3       |         | 5       | 4       |         |
| Cup of Russia              |         |         |         |         |         |         |         |         | 8       |         |
| NHK Trophy                 |         |         |         |         |         |         |         | 5       |         |         |
| Nations Cup                |         |         |         |         |         |         |         |         |         | 9       |